# 小行星1634
小行星1634（1634 Ndola）是一颗围绕太阳公转的小行星。1935年8月19日，西里爾·傑克遜在约翰内斯堡发现了此天体。
該小行星以尚比亞的城市恩多拉命名。
这颗小行星的绝对星等为190.59811等。